# پوجیو نوتیوو
پوجیو نوتیوو (به ایتالیایی: Poggio Nativo) یک کومونه در ایتالیا است که در استان ریتی واقع شده‌است.

## خصوصیات
پوجیو نوتیوو ۱۶٫۴ کیلومترمربع مساحت و ۲٬۳۵۲ نفر جمعیت دارد و ۴۱۵ متر بالاتر از سطح دریا واقع شده‌است.